# Anglia és Wales negyven mártírja
Anglia és Wales negyven mártírja egy csoport katolikus férfi és nő, akiket felségárulás és ehhez kapcsolódó büntettek miatt végeztek ki az Angol Királyságban 1535 és 1679 között. Sokakat közülük koncepciós per alapján vagy per nélkül ítéltek el. Ez az elnyomás részben azért volt, mert a hithű római katolikusoknak lázadnia kellett az angol korona ellen olyan pápai bullák miatt mint a Regnans in Excelsis. A katolikus egyház keresztény mártírnak tekinti őket és VI. Pál pápa szentté avatta őket 1970. október 25-én.

## A mártírok
| - Szent Almond János - Szent Arrowsmith Ödön - Szent Barlow Ambrus - Szent Boste János - Szent Briant Alexander - Szent Campion Ödön - Szent Clitherow Margit - Szent Evans Fülöp - Szent Garnet Tamás - Szent Gennings Ödön | - Szent Gwyn Richárd - Szent Houghton János - Szent Howard Fülöp - Szent Jones János - Szent Kemble János - Szent Kirby Lukács - Szent Lawrence Róbert - Szent Lewis Dávid - Szent Linne Anna - Szent Lloyd János | - Szent Mayne Cuthbert - Szent Morse Henrik - Szent Owen Miklós - Szent Payne János - Szent Plasden Polydor - Szent Plessington János - Szent Reynolds Richárd - Szent Rigby János - Szent Roberts János - Szent Roe Albán | - Szent Sherwin Ralf - Szent Southworth János - Szent Southwell Róbert - Szent Stone János - Szent Wall János - Szent Walpole Henrik - Szent Ward Margit - Szent Webster Ágoston - Szent Wells Swithun - Szent White Eustace |

## Kanonizációs eljárás
1886 és 1929 között rengeteg boldoggá avatás történt, már számos mártír volt boldog rangon Angliából és Walesből. A tartomány püspökei meghatároztak negyven személyből álló listát. Az indokok között szerepelt a társadalmi helyzet mértéke, az egyházi rang, a földrajzi terjedelem és a népszerű áhítat megléte. A listát 1960 decemberében terjesztették elő és a katolikusok elkezdtek imádkozni különösen ehhez a csoport mártírhoz, hogy Istentől kegyelmeket kérjenek. 20 felterjesztett imameghallgatás közül, egy fiatal édesanya rosszindulatú tumorának gyógyulása lett kiválasztva a legtisztább esetnek. VI. Pál pápa engedélyt adott a 40 személyből álló csoport egészének a szentté avatáshoz ezen egy csoda erőssége alapján. A kanonizáció 1970. október 25-én Rómában volt.

## Liturgikus ünnepnap
Angliában ezen mártírokat korábban a katolikus egyházon belül október 25-én ünnepelték meg, amely Szent Cripsin és Crispian ünnepe, de jelenleg a 242 boldoggá avatott mártírral együtt van az ünnep május 4-én.
Walesben a katolikus egyház október 25-én a "Hat wales-i mártír és társai" ünnepét üli. A wales-i mártírok Evans Fülöp és Lloyd János atyák, Jones János, Lewis Dávid, Roberts János és a tanár Gwyn Richárd. A társaik pedig a 34 angol mártír, akik fentebb kerültek felsorolásra. Wales május 4-ét külön ünnepnek veszi az angol és wales-i boldog mártírok ünnepe néven.

## Fordítás
Ez a szócikk részben vagy egészben  a   Forty Martyrs of England and Wales című angol Wikipédia-szócikk fordításán alapul.  Az eredeti cikk szerkesztőit annak laptörténete sorolja fel. Ez a jelzés csupán a megfogalmazás eredetét és a szerzői jogokat jelzi, nem szolgál a cikkben szereplő információk forrásmegjelöléseként.